# Karl von Roques
Karl von Roques (Frankfurt am Main, 7 mei 1880 – Gevangenis van Landsberg, 24 december 1949) was een Duits generaal. In de Tweede Wereldoorlog leidde hij een militair district in Rusland waar hij instond voor bestrijding van partizanen en medeplichtig was aan Jodenvervolgingen. Hij werd veroordeeld als oorlogsmisdadiger in Neurenberg.

## Biografie
Karl von Roques werd geboren in een oude adellijke familie. Hij ging in 1899 in het leger en in 1912 maakte hij al onderdeel uit van de generale staf. In de Eerste Wereldoorlog diende hij in het VIII. Reservekorps, als onderdeel van het Vierde Leger aan het westelijk front. Hij vocht mee in de veldslagen aan de Maas, de Champagne en de Marne. Hij behaalde de onderscheidingen IJzeren Kruis 1914, 1e Klasse en 2e Klasse. Na de wapenstilstand werkte von Roques op het Ministerie van Defensie. Na een korte periode buiten het leger kreeg hij een hoge functie bij de Reichsluftschutzbund. Daarna werd hij generaal van Flakartillerie (luchtafweer).

## Tweede Wereldoorlog
Van 1941 tot 1943 was Karl von Roques bevelhebber van het zuidelijke militaire dictrict in Rusland (rückwärtiges Heeresgebietskommando 102 - Süd). Hij leidde de Sicherungsdivisionen die instonden voor de bestrijding van partizanen achter het front. Maar zijn commando stond ook in voor de communicatie, werktroepen en de spoorwegen. Tussen oktober 1941 en januari 1942 vertrok von Roques op ziekteverlof en werd vervangen door generaal Erich Friderici.

## Jodenvervolging
De Sicherungsdivisionen werkten ook actief mee met de Einsatzgruppen die instonden voor het verzamelen en vermoorden van de joodse bevolking in de veroverde Russische gebieden. In totaal zouden 500.000 mensen vermoord zijn door de Duitsers in de drie militaire districten in Rusland. Na de oorlog werd von Roques in Neurenberg veroordeeld tot 20 jaar gevangenisstraf wegens oorlogsmisdaden. Hij stierf in 1949 in de gevangenis.

## Carrière
Von Roques bekleedde verschillende rangen in zowel de Deutsches Heer als Heer. De volgende tabel laat zien dat de bevorderingen niet synchroon liepen.
| Datums                                                        | Deutsches Heer                   | Reichswehr     | Heer                      | Luftwaffe                            | Reichsluftschutzbund |
| ------------------------------------------------------------- | -------------------------------- | -------------- | ------------------------- | ------------------------------------ | -------------------- |
| 9 maart 1899                                                  | Fahnenjunker (aspirant-officier) | —              | —                         | —                                    | —                    |
| 17 oktober 1899                                               | Fähnrich                         | —              | —                         | —                                    | —                    |
| 18 augustus 1900 benoemingsakte (Patent) van 30 januari 1900) | Leutnant                         | —              | —                         | —                                    | —                    |
| 18 oktober 1909                                               | Oberleutnant                     | —              | —                         | —                                    | —                    |
| 1 april 1913 - 1 oktober 1913                                 | Hauptmann                        | —              | —                         | —                                    | —                    |
| 18 mei 1918                                                   | Major                            | —              | —                         | —                                    | —                    |
| 1 augustus 1924                                               | —                                | Oberstleutnant | —                         | —                                    | —                    |
| 1 februari 1928                                               | —                                | Oberst         | —                         | —                                    | —                    |
| 1 mei 1931                                                    | —                                | Generalmajor   | —                         | —                                    | —                    |
| 31 januari 1933                                               | —                                | —              | Charakter Generalleutnant | —                                    | —                    |
| 30 april 1936                                                 | —                                | —              | —                         | —                                    | RLB-Präsident        |
| 1 oktober 1938                                                | —                                | —              | Generalleutnant           | —                                    | —                    |
| 1 juni 1939                                                   | —                                | —              | —                         | General z. b. V                      | —                    |
| 30 juni 1939                                                  | —                                | —              | —                         | Charakter General der Flakartillerie |                      |
| 1 december 1939 - midden mei 1940                             | —                                | —              | General z. b. V III       | —                                    | —                    |
| 1 juli 1941                                                   | —                                | —              | General der Infanterie    | —                                    | —                    |

## Onderscheidingen
- Duitse Kruis in zilver op 14 februari 1943 als General der Infanterie en Befehlshaber Heeresgebiet A[7][2][1][3]
- Kruis voor Oorlogsverdienste, 1e Klasse en 2e Klasse met Zwaarden[7][1][6]
- IJzeren Kruis 1914, 1e Klasse en 2e Klasse[2][1][6]
- Dienstonderscheiding van Leger en Marine, 1e Klasse (25 dienstjaren)[1][6]
- Erekruis voor Frontstrijders in de Wereldoorlog[1][6]
- Algemeen Ereteken (Hessen-Darmstadt)[1][6]
- Frederikskruis[1][6]
- Ereteken voor Verdienste in Oorlogstijd[1][6]
- Ridder der Eerste Klasse in de Frederiks-Orde met Zwaarden[1][6]
- Orde van Verdienste (Waldeck), 5e Klasse met Zwaarden[1][6]
- Kruis voor Militaire Verdienste (Oostenrijk-Hongarije) met Oorlogsdecoratie[1][6]
- Onderscheiding voor Trouwe Dienst (Pruisen)[1][6]
- Hospitaalorde van Sint-Jan (balije Brandenburg)[1][6]
  - Ereridder